# سوسنووا (ناحیه تشسکا لیپا)
سوسنووا (به چکی: Sosnová) یک منطقهٔ مسکونی در جمهوری چک است که در ناحیه تشسکا لیپا واقع شده‌است.